# Sayaka Matsumoto
Pour les articles homonymes, voir Matsumoto.
Sayaka Matsumoto (サヤカ・松本), née le 5 décembre 1982 à Ōmiya-ku, est une judokate américaine.

## Palmarès international en judo
| Championnats panaméricains | Championnats panaméricains | Championnats panaméricains |
| Année                      | Médaille                   | Catégorie                  |
| -------------------------- | -------------------------- | -------------------------- |
| 2000                       | bronze                     | –48 kg                     |
| 2003                       | argent                     | –48 kg                     |
| 2005                       | bronze                     | –48 kg                     |
| 2006                       | bronze                     | –48 kg                     |